# Skwirtne
Skwirtne (j. łemkowski Сквіртне lub Шквіртне, w latach 1977–1981 Skwierzyn) – wieś w Polsce położona w województwie małopolskim, w powiecie gorlickim, w gminie Uście Gorlickie.
W latach 1975–1998 miejscowość administracyjnie należała do województwa nowosądeckiego.

## Zabytki
Obiekty wpisane do rejestru zabytków nieruchomych województwa małopolskiego
- Cerkiew świętych Kosmy i Damiana.

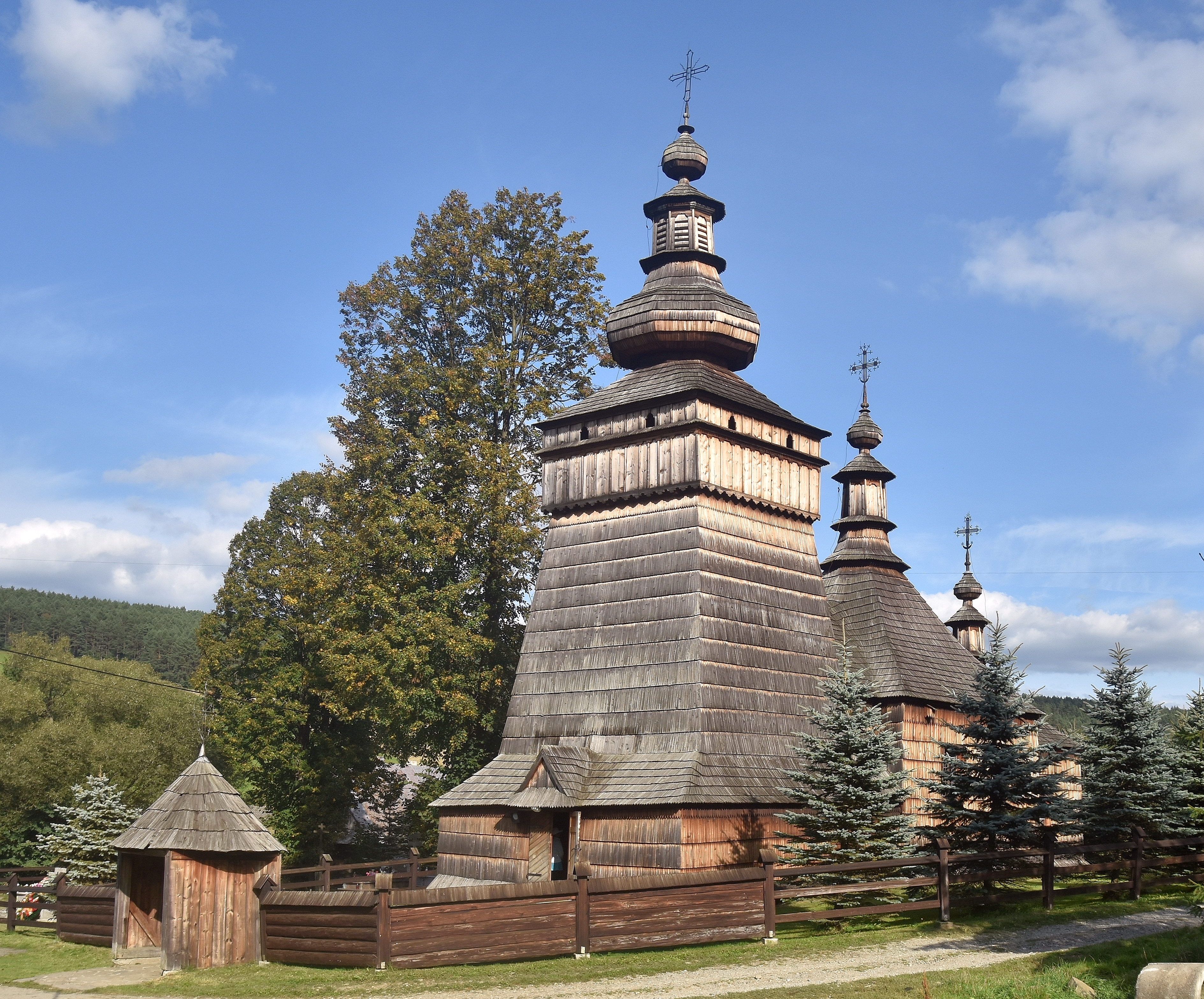
Cerkiew świętych Kosmy i Damiana

## Szlaki piesze
- Wysowa-Zdrój – Kozie Żebro (847 m n.p.m.) – Skwirtne – Smerekowiec – Schronisko PTTK na Magurze Małastowskiej (Szlak im. Wincentego Pola)